# Gilmara Sanches
María Aparecida Sánchez, (conocida por su nombre artístico Gilmara Sanches, San Pablo, 15 de junio de 1948–29 de marzo de 2023) fue una actriz, locutora y cineasta brasilera.
Gilmara Sánchez participó en telenovelas históricas y dio voz a populares personajes de dibujos animados de Los caballeros del zodiaco, Pokémon y Sailor Moon.

## Filmografía
| - Tigerra en Bakugan Battle Warriors - Ingram y Tigerra en Bakugan: Nueva Vestroia - Code Eve en Bakugan: Los invasores gandelianos - CSI: Crime Scene Investigation ... Varios extras (desde la temporada 6 en adelante) - Chedra Bodzak en Dinosaurios extremos - Úrsula en Dino Rey - Escarlata en G.I. Joe: Sigma 6 - Sabio en Hot Wheels: Battle Force 5 - Entrenador Hitomiko Kira/ Nishigaki en Super Eleven - Estrella de Kaleido ... Layla Hamilton - Kirby: ¡De vuelta en Ya! ... Psíquica, Tougle y esposa del alcalde - Madan Senki Ryukendo ... Dama Dorada - Marin de Águia en Los Caballeros del Zodíaco (Magic Drop) - 2004, Pokémon .... Oficial de policía Jenny, Casey, Soledad - Sailor Moon ... Amy Mizuno/Sailor Mercury (Magic Drop) - Guerras de Sakura... Li Kouran - Superman: la serie animada... Lois Lane - Viewtiful Joe... Supu Rocket - Yu-Gi-Oh! ... Feiticeira Negra - Yu-Gi-Oh! GX ...Feiticeira Negra, Blair, Camula, Srta Eko, entre oras | - Los Súper Gatitos - Asterix y el Dominio de los Dioses - Guerreros de batalla Bakugan - Bakugan: Nueva Vestroia - Bakugan: Los invasores gandelianos - Rey dinosaurio - Cachorros afortunados - SOLDADO AMERICANO. Joe: Sigma 6 - Estrella Kaleido - Kirby: ¡De vuelta en Ya! - ranchero monstruo - Guerras de Sakura - 2003, Las Tortugas Ninja - Visible Joe - Yu-Gi-Oh! GX |